# Melisa Hasanbegović
Pour les articles homonymes, voir Hasanbegović.
Melisa Hasanbegović, née le 13 avril 1995, est une footballeuse internationale bosnienne qui joue au poste de défenseure au sein du club portugais du SC Braga.
Elle commence sa carrière de footballeuse au SFK 2000 de Sarajevo, devenant internationale et capitaine de l’équipe nationale de son pays.
Elle effectue des passages dans des clubs en Suède, en Norvège, en République tchèque en Hongrie, et au Portugal,

## Biographie
Arrivée à 16 ans au SFK 2000, où elle dispute de nombreux matchs internationaux en Ligue des champions. Pendant toutes ces années, passées au club elle remporte chaque année le doublé coupe/championnat. 
Puis elle est transférée en Suède en février 2017. Malgré une belle prestation en Coupe de Suède, tombant en demi finale face aux futures vainqueurs du FC Rosengård, le Kvarnsvedens IK termine la saison à l'avant dernière place et est relégué.
Après cette expérience, elle se rend chez les voisines norvégienes, autre championnat de grande qualité. Néanmoins la saison est difficile et se termine par une relégation en division inférieure.
En février 2019, elle quitte le championnat de Norvège pour celui de Tchéquie en rejoignant le SK Slavia Prague, jusqu'à la fin de la saison. Atteignant les quarts de finale de la Ligue des champions, tombant face au grand Bayern Munich.
En juillet 2019, elle rejoint les rangs du Ferencváros, en Hongrie. Le 12 décembre 2020, elle marque son premier doublé dans le championnat hongrois, lors du match reporté de la 10e journée, ce qui permet à Ferencváros de devancer le MTK et de s'isoler en tête. Le 5 mai 2021, lors de la finale de la Coupe de Hongrie, elle marque le deuxième but du Ferencváros, participant ainsi à la conquête de la sixième coupe d'affilée des vertes et blanches (victoire 5 à 1 contre l'Astra Hungary FC).
En 2021, elle arrive au Sporting CP, pour combler le poste laissé vacant par le départ de Nevena Damjanović. Avec le club lisboète elle participe à la conquête de la Supercoupe et de la Coupe du Portugal lors de la saison 2021-2022.
Après deux saisons passées au Sporting, elle rejoint SC Braga en juillet 2023.

## Statistiques

### En club
| Saison                | Club                  | Championnat           | Championnat | Championnat | Coupe(s) nationale(s) | Coupe(s) nationale(s) | Compétition(s) continentale(s) | Compétition(s) continentale(s) | Compétition(s) continentale(s) | Sélection | Sélection | Sélection | Total | Total |
| Saison                | Club                  | Division              | M.          | B.          | M.                    | B.                    | Comp.                          | M.                             | B.                             | Équipe    | M.        | B.        | M.    | B.    |
| 2012-2013             | SFK 2000              | Ženska nogometna liga | 0           | 0           | 0                     | 0                     | LDC                            | 1                              | 0                              | U19       | 3         | 1         | 4     | 1     |
| 2013-2014             | SFK 2000              | Ženska nogometna liga | 0           | 0           | 0                     | 0                     | LDC                            | 1                              | 0                              | U19 & A   | 7         | 1         | 8     | 1     |
| 2014-2015             | SFK 2000              | Ženska nogometna liga | 0           | 0           | 1                     | 0                     | -                              | 0                              | 0                              | -         | 0         | 0         | 1     | 0     |
| 2015-2016             | SFK 2000              | Ženska nogometna liga | 0           | 0           | 0                     | 0                     | LDC                            | 3                              | 0                              | A         | 6         | 0         | 9     | 0     |
| 2016-2017             | SFK 2000              | Ženska nogometna liga | 00          | 0           | 0                     | 0                     | LDC                            | 5                              | 1                              | A         | 1         | 0         | 6     | 1     |
| Sous-total            | Sous-total            | Sous-total            | 0           | 0           | 1                     | 0                     | -                              | 10                             | 1                              | -         | 17        | 2         | 28    | 3     |
| 2017                  | Kvarnsvedens IK       | Damallsvenskan        | 18          | 0           | 4                     | 0                     | -                              | 0                              | 0                              | A         | 3         | 0         | 25    | 0     |
| Sous-total            | Sous-total            | Sous-total            | 18          | 0           | 4                     | 0                     | -                              | 0                              | 0                              | -         | 3         | 0         | 25    | 0     |
| 2018                  | IK Grand Bodø         | Toppserien            | 21          | 1           | 2                     | 0                     | -                              | 0                              | 0                              | A         | 4         | 0         | 27    | 1     |
| Sous-total            | Sous-total            | Sous-total            | 21          | 1           | 2                     | 0                     | -                              | 0                              | 0                              | -         | 4         | 0         | 27    | 1     |
| 2018-2019             | SK Slavia Prague      | I. liga žen           | 4           | 1           | 0                     | 0                     | LDC                            | 2                              | 0                              | A         | 1         | 0         | 7     | 1     |
| Sous-total            | Sous-total            | Sous-total            | 4           | 1           | 0                     | 0                     | -                              | 2                              | 0                              | -         | 1         | 0         | 7     | 1     |
| 2019-2020             | Ferencváros TC        | Női Nemzeti Bajnokság | 15          | 2           | 1                     | 0                     | LDC                            | 1                              | 0                              | A         | 7         | 1         | 24    | 3     |
| 2020-2021             | Ferencváros TC        | Női Nemzeti Bajnokság | 19          | 4           | 4                     | 1                     | LDC                            | 2                              | 0                              | A         | 3         | 0         | 28    | 5     |
| Sous-total            | Sous-total            | Sous-total            | 34          | 6           | 5                     | 1                     | -                              | 3                              | 0                              | -         | 10        | 1         | 52    | 8     |
| 2021-2022             | Sporting CP           | Liga BPI              | 13          | 0           | 9                     | 1                     | -                              | 0                              | 0                              | A         | 8         | 0         | 30    | 1     |
| 2022-2023             | Sporting CP           | Liga BPI              | 4           | 0           | 4                     | 0                     | -                              | 0                              | 0                              | A         | 2         | 0         | 10    | 0     |
| Sous-total            | Sous-total            | Sous-total            | 17          | 0           | 13                    | 1                     | -                              | 0                              | 0                              | -         | 10        | 0         | 40    | 1     |
| 2023-2024             | SC Braga              | Liga BPI              | 15          | 1           | 5                     | 0                     | -                              | 0                              | 0                              | A         | 6         | 0         | 26    | 1     |
| Sous-total            | Sous-total            | Sous-total            | 15          | 1           | 5                     | 0                     | -                              | 0                              | 0                              | -         | 6         | 0         | 26    | 1     |
| Total sur la carrière | Total sur la carrière | Total sur la carrière | 109         | 9           | 30                    | 2                     | -                              | 15                             | 1                              | -         | 51        | 3         | 205   | 15    |

Statistiques actualisées le 1er avril 2024

#### Matchs disputés en coupes continentales
Elle joue la Ligue des champions contre le AC Sparta Prague en 2012 alors qu'elle n'a que 17 ans. 
| Matchs | Date             | Stade                                | Adversaire             | Résultat | Minutes | Compétition         | Buts | Tour                           | Club             |
| ------ | ---------------- | ------------------------------------ | ---------------------- | -------- | ------- | ------------------- | ---- | ------------------------------ | ---------------- |
| 1      | 11 octobre 2012  | FK Viktoria Stadion, Prague          | AC Sparta Prague       | 3 – 0    | 19 min  | Ligue des champions | 0    | Seizièmes de finale            | SFK 2000         |
| 2      | 13 août 2013     | Stadion Otoka (en), Sarajevo         | FC NSA Sofia           | 2 – 3    | 90 min  | Ligue des champions | 0    | Phase de qualification         | SFK 2000         |
| 3      | 11 août 2015     | Stadion Otoka (en), Sarajevo         | KF Vllaznia Shkodër    | 5 – 0    | 90 min  | Ligue des champions | 0    | Phase de qualification         | SFK 2000         |
| 4      | 13 août 2015     | Stadion Otoka (en), Sarajevo         | FK Minsk               | 3 – 0    | 90 min  | Ligue des champions | 0    | Phase de qualification         | SFK 2000         |
| 5      | 16 août 2015     | Stadion Otoka (en), Sarajevo         | Konak Belediyespor     | 3 – 1    | 75 min  | Ligue des champions | 0    | Phase de qualification         | SFK 2000         |
| 6      | 23 août 2016     | Stadion Otoka (en), Sarajevo         | FC Ramat Ha-Sharon     | 1 – 0    | 90 min  | Ligue des champions | 0    | Phase de qualification         | SFK 2000         |
| 7      | 25 août 2016     | Stadion Otoka (en), Sarajevo         | Rīgas FS               | 3 – 0    | 90 min  | Ligue des champions | 1    | Phase de qualification         | SFK 2000         |
| 8      | 28 août 2016     | Stade Asim-Ferhatović-Hase, Sarajevo | Zhytlobud-1 Kharkiv    | 2 – 2    | 90 min  | Ligue des champions | 0    | Phase de qualification         | SFK 2000         |
| 9      | 5 octobre 2016   | Stade Asim-Ferhatović-Hase, Sarajevo | WFC Rossiyanka         | 0 – 0    | 90 min  | Ligue des champions | 0    | Seizièmes de finale            | SFK 2000         |
| 10     | 13 octobre 2016  | Rossijanka Stadion, Krasnoarmeysk    | WFC Rossiyanka         | 2 – 1    | 90 min  | Ligue des champions | 0    | Seizièmes de finale            | SFK 2000         |
| 11     | 20 mars 2019     | Na Chvalech, Prague                  | Bayern Munich          | 1 – 1    | 90 min  | Ligue des champions | 0    | Quarts de finale               | SK Slavia Prague |
| 12     | 27 mars 2019     | Grünwalder Stadion, Munich           | Bayern Munich          | 5 – 1    | 90 min  | Ligue des champions | 0    | Quarts de finale               | SK Slavia Prague |
| 13     | 10 août 2019     | Štadión Pasienky, Bratislava         | Agarista-ȘS Anenii Noi | 2 – 0    | 90 min  | Ligue des champions | 0    | Phase de qualification         | Ferencváros TC   |
| 14     | 3 novembre 2020  | Groupama Arena, Budapest             | Racing FC              | 6 – 1    | 29 min  | Ligue des champions | 0    | Premier tour de qualification  | Ferencváros TC   |
| 15     | 18 novembre 2020 | Sportni Park Beltinci, Beltinci      | NŠ Mura                | 4 – 1    | 90 min  | Ligue des champions | 0    | Deuxième tour de qualification | Ferencváros TC   |

### Parcours en sélection nationale
Melisa Hasanbegović, devient internationale dans les catégories jeunes (U17 et U19), devenant capitaine de ces sélections, et débutant avec l’équipe nationale senior de son pays à 18 ans.
| Matches officiels de Melisa Hasanbegović en sélections de Bosnie-Herzégovine au 31/03/24 | Matches officiels de Melisa Hasanbegović en sélections de Bosnie-Herzégovine au 31/03/24 | Matches officiels de Melisa Hasanbegović en sélections de Bosnie-Herzégovine au 31/03/24 | Matches officiels de Melisa Hasanbegović en sélections de Bosnie-Herzégovine au 31/03/24 | Matches officiels de Melisa Hasanbegović en sélections de Bosnie-Herzégovine au 31/03/24 |
| Club                                                                                     | V.                                                                                       | N.                                                                                       | D.                                                                                       | Buts                                                                                     |
| ---------------------------------------------------------------------------------------- | ---------------------------------------------------------------------------------------- | ---------------------------------------------------------------------------------------- | ---------------------------------------------------------------------------------------- | ---------------------------------------------------------------------------------------- |
| Bosnie-Herzégovine U17                                                                   | -                                                                                        | -                                                                                        | -                                                                                        | -                                                                                        |
| Bosnie-Herzégovine U19 (9 matchs)                                                        | 3 (33.33 %)                                                                              | 0 (00.00 %)                                                                              | 6 (66.67 %)                                                                              | 1 (33.33 %)                                                                              |
| Bosnie-Herzégovine (45 matchs)                                                           | 15 (33.33 %)                                                                             | 5 (11.11 %)                                                                              | 25 (55.56 %)                                                                             | 2 (66.67 %)                                                                              |
| Total (Incomplet)                                                                        | 18 (33.33 %)                                                                             | 5 (9.26 %)                                                                               | 31 (57.41 %)                                                                             | 3                                                                                        |

#### Buts de Melisa Hasanbegović en sélection de Bosnie-Herzégovine
| Sélections | Date         | Stade                                                              | Adversaire | Résultat | Compétition          | Buts |
| ---------- | ------------ | ------------------------------------------------------------------ | ---------- | -------- | -------------------- | ---- |
| -          | 5 avril 2014 | Stade Tórsvøllur, Tórshavn                                         | Îles Féroé | 1 – 1    | Qualif. Mondial 2015 | 1    |
| 20         | 30 août 2019 | Centre de formation de la Fédération de Bosnie-Herzégovine, Zenica | Géorgie    | 7 – 1    | Qualif. Euro 2022    | 1    |

## Palmarès

### Avec leSFK 2000
- Championne du Ženska nogometna liga : 5 fois — 2012-13, 2013-14, 2014-15, 2015-16, 2016-17.
- Vainqueur de la Coupe de Bosnie-Herzégovine : 4 fois — 2012-13, 2013-14, 2014-15, 2015-16[10].

### Avec leSK Slavia Prague
- Vice championne de la I. liga žen : 1 fois — 2018-19.
- Finaliste de la Pohár Komise fotbalu žen : 1 fois — 2018-19.

### Avec leFerencváros TC
- Championne de la Női Nemzeti Bajnokság : 1 fois — 2020-21.
- Vainqueur de la Coupe de Hongrie : 1 fois — 2020-21[11].

### Avec leSporting CP
- Vainqueur de la Coupe du Portugal : 1 fois — 2021-22.
- Vainqueur de la Supercoupe du Portugal : 1 fois — 2021.
- Vice-championne de la Liga BPI : 2 fois — 2021-22, 2022-23.
- Finaliste de la Supercoupe du Portugal : 1 fois — 2022.